# 日本女子籃球聯盟
日本女子籃球聯盟（Women's Japan Basketball League Organization），簡稱WJBL，是日本的女子籃球聯盟，聯盟於1998年設立，會長為斎藤聖美。

## 參賽球隊
| 球隊                | 主場所在地       |
| ------------------- | ---------------- |
| 富士通 紅浪         | 神奈川縣川崎市   |
| 日本能源 向日葵     | 千葉縣柏市       |
| 豐田汽車 羚羊       | 愛知縣名古屋市   |
| 香頌化妝品 V魔術    | 靜岡縣靜岡市     |
| 愛信AW 雙翼         | 愛知縣安城市     |
| 新潟天鵝白兔        | 新潟縣新潟市     |
| 電裝 玉蟬花         | 愛知縣刈谷市     |
| 三菱電機 無尾熊     | 愛知縣名古屋市   |
| 日立先端科技 美洲獅 | 茨城縣常陸那珂市 |
| 豐田紡織 陽光兔     | 愛知縣刈谷市     |
| 東京羽田 酷貓       | 東京都           |
| 天譽國際 橙子海     | 秋田縣秋田市     |
| 山梨 女王蜂         | 山梨縣甲斐市     |
| 姬路 小鷹           | 兵庫縣姬路市     |

## 外部連結
- WJBL官方網頁 （页面存档备份，存于）